# Aschebergsgymnasiet

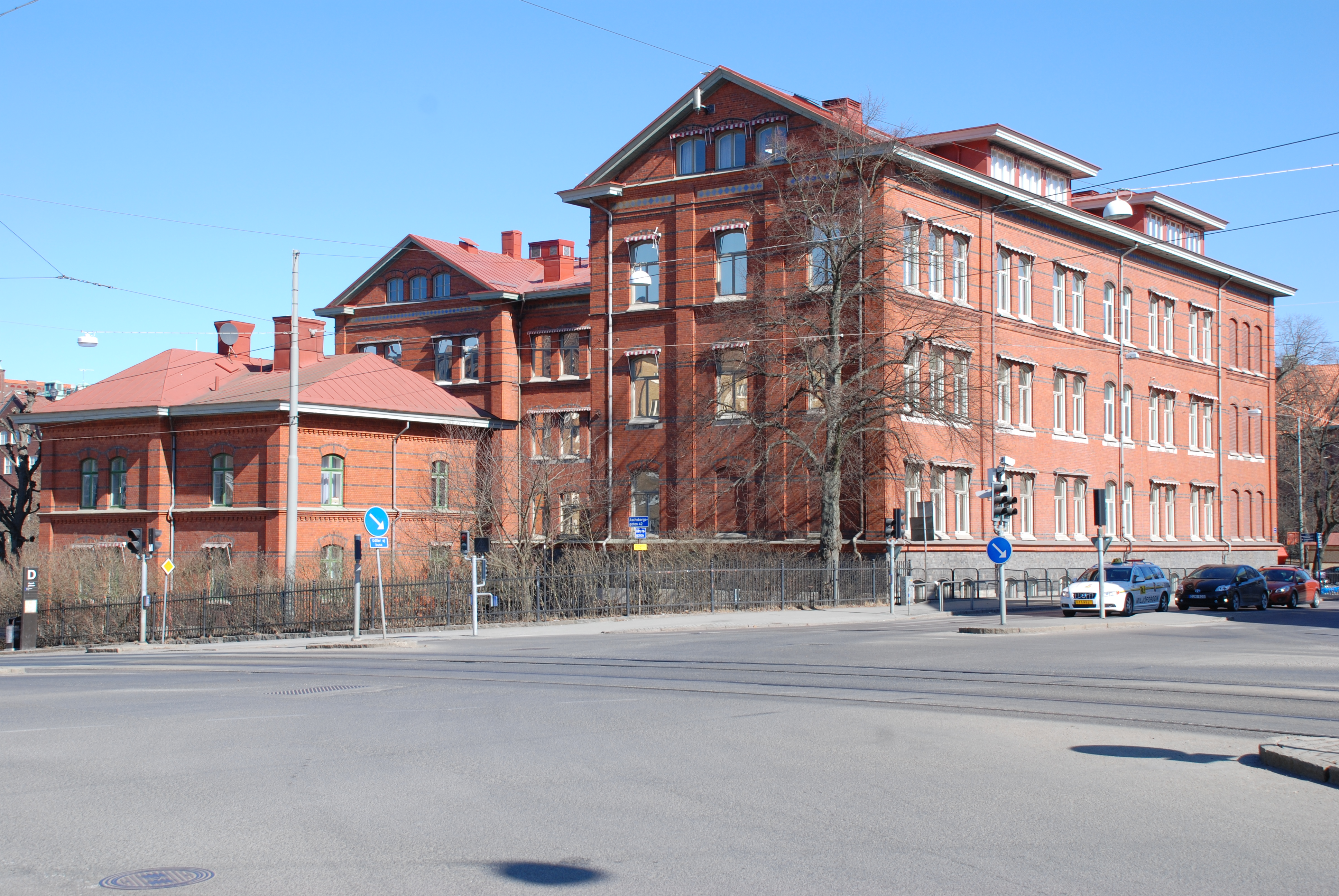
Aschebergsgymnasiet från Kapellplatsen/Aschebergsgatan.

Aschebergsgymnasiet är en skolbyggnad vid Molinsgatan 23 i Göteborg. Skolan invigdes som Landalaskolan den 18 juni 1892 efter ritningar av arkitekt Adrian C. Peterson. 